# Санеев, Евгений Иванович
Евгений Иванович Санеев (1913—1975) — Гвардии майор Советской Армии, участник Великой Отечественной войны, Герой Советского Союза (1944).

## Биография
Родился 14 марта 1913 года в станице Нижний Чир (ныне — Суровикинский район Волгоградской области). После окончания в 1937 году Ленинградского института защиты растений работал агрономом.
В 1941 году был призван на службу в Рабоче-крестьянскую Красную Армию. В том же году он окончил Урюпинское пехотное училище и был направлен на фронт Великой Отечественной войны. В боях три раза был ранен, в том числе два раза тяжело.
К августу 1944 года гвардии старший лейтенант Евгений Санеев командовал ротой 10-го гвардейского стрелкового полка 6-й гвардейской стрелковой дивизии 13-й армии 1-го Украинского фронта. Отличился во время освобождения Польши. 2-4 августа 1944 года в боях на Сандомирском плацдарме рота Санеева отразила несколько немецких контратак, нанеся противнику большие потери, удержав занимаемые позиции.
Указом Президиума Верховного Совета СССР от 23 октября 1943 года за «мужество и героизм, проявленные при форсировании Вислы» гвардии старший лейтенант Евгений Санеев был удостоен высокого звания Героя Советского Союза с вручением ордена Ленина и медали «Золотая Звезда» за номером 2040.
После окончания войны продолжил службу в Советской Армии. В 1953 году в звании майора он был уволен в запас. Проживал и работал в городе Суровикино.
Умер 22 апреля 1975 года, похоронен в Суровикино.
Был также награждён орденами Отечественной войны 2-й степени и Красной Звезды, рядом медалей.